# Niccolò de Carbio
Niccolò de Carbio o Nicola da Calvi (in latino Nicolaus de Carbio; Calvi dell'Umbria, ... – Assisi, 1273) è stato un vescovo cattolico italiano, francescano, cappellano e confessore di papa Innocenzo IV e poi vescovo di Assisi dal 1250 al 1273.
Seguì il papa nella fuga a Lione nel pieno della lotta contro Federico II ed ebbe parte attiva nel concilio che si tenne in quella città e nella scomunica lanciata contro l'imperatore. Per ricompensare la sua fedeltà, il papa Innocenzo IV lo nominò vescovo di Assisi, dopo aver annullato la nomina di Crescenzio da Jesi (1247). Niccolò prese possesso della diocesi solo dopo il ritorno del pontefice in Italia nel 1250 e la resse fino al 1273.
Papa Innocenzo IV morì tra le sue braccia nel 1254 ed egli ne scrisse la "Vita", che è un'opera importante per la storia ecclesiastica di quei tempi.

## Edizioni dellaVita
- Vita Innocentii papae IV, scripta a frate Nicolao de Carbio, ordinis minorum postmodo episcopo assisinatensi, in Étienne Baluze, Miscellanea, tomo VII, pp. 353–405.
- Nicolò da Calvi, Vita Innocentii IV, in Rerum Italicarum Scriptores, III, 1723, col. 597
- Niccolò da Calvi. Vita Innocentii IV, a cura di F. Pagnotti, in "Archivio della Società romana di storia patria", XXI (1898), pp. 7–120.